# Fascoloteri
El fascoloteri (Phascolotherium) és un gènere extint de mamífers eutriconodonts de la família dels amfilèstids que visqueren durant el Juràssic mitjà en allò que avui en dia és el Regne Unit. Se n'han trobat restes fòssils als esquistos de Stonesfield i la formació de Forest Marble. P. bucklandi fou un dels primers mamífers mesozoics a ser descrits i originalment fou interpretat (erròniament) com un marsupial.